# Museo speleologico Luigi Fantini
Il Museo speleologico o museo di speleologia Luigi Fantini è un museo scientifico bolognese visitabile su appuntamento.

## Sede
Ha sede nel cassero barocco di Porta Lame, costruito a metà del Seicento come porta di accesso alla città e incluso nella cinta muraria cittadina.

## Descrizione
Il museo conserva un ricco patrimonio mineralogico, in gran parte derivante dall'area dei gessi bolognesi, ma comprende anche campioni originari di altre regioni italiane. Molteplici sono anche gli esemplari di cristallizzazioni, mineralizzazioni e concrezionamenti.
Alcune vetrine espositive di carattere "storico" presentano gli attrezzi utilizzati dai primi esploratori del Gruppo Speleologico Bolognese, fondato nel 1932 da Luigi Fantini, pioniere delle ricerche sulla preistoria bolognese, a cui il museo è intitolato.
Corredano le collezioni una biblioteca speleologica contenente circa novemila volumi e un archivio fotografico ricco di circa cinquemila immagini di grotte e ambienti carsici.

## Storia
La biblioteca e il nucleo originario della collezione mineralogica, raccolto tra il 1957 ed il 1970, erano ospitati fin dall'origine al secondo piano del cassero di Porta Lame, già sede del Gruppo Speleologico Bolognese nei locali concessi dal Comune di Bologna, prima ancora che si pensasse a un museo.
Nel 1994 l'Istituto per i beni artistici, culturali e naturali della Regione Emilia-Romagna (dal 2021 Servizio Patrimonio culturale), con cui il gruppo speleologico collaborava già dal 1990, si interessò al patrimonio della biblioteca e propose l'istituzione di un "Museo e Biblioteca Luigi Fantini".
Il progetto si concretizzò l'anno successivo, con l'acquisizione e la cessione da parte dell'IBACN delle lastre fotografiche del Fantini esposte quello stesso anno a Palazzo Re Enzo in occasione del centenario dalla nascita del Fantini, e l'aggiunta di armadi e nuove teche.
In un primo tempo il numero di visitatori restò limitato per motivi di accessibilità degli spazi.
Con la concessione di nuovi spazi da parte del Comune, nel 2018 il museo è stato rinnovato e ampliato, occupando anche parte del piano terra del cassero, le collezioni sono state ricatalogate e selezionate per una migliore fruibilità da parte del pubblico.